# Helianthemum sanguineum
Helianthemum sanguineum é uma espécie de planta com flor pertencente à família Cistaceae. 
A autoridade científica da espécie é (Lag.) Lag. ex Dunal]], tendo sido publicada em Prodromus Systematis Naturalis Regni Vegetabilis 1: 273. 1824.

## Portugal
Trata-se de uma espécie presente no território português, nomeadamente em Portugal Continental.
Em termos de naturalidade é nativa da região atrás indicada.

## Protecção
Não se encontra protegida por legislação portuguesa ou da Comunidade Europeia.